# Träpriset
Ej att sammanblanda med det finländska Årets träpris, det norska Treprisen (no:Treprisen) och det danska Træprisen (da:Træprisen)

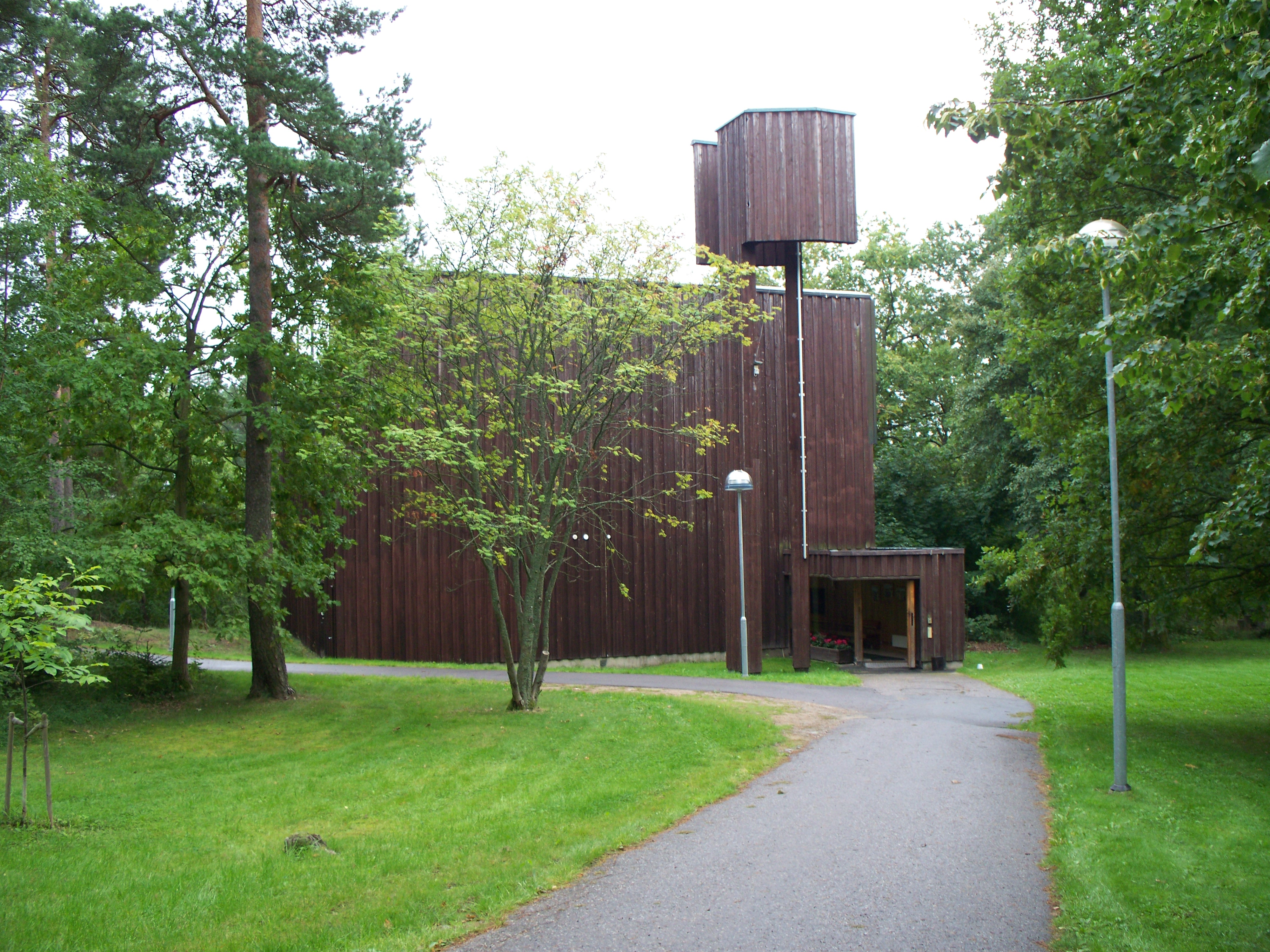
Kapellet till Lidingö teologiska seminarium, träpriset 1967.

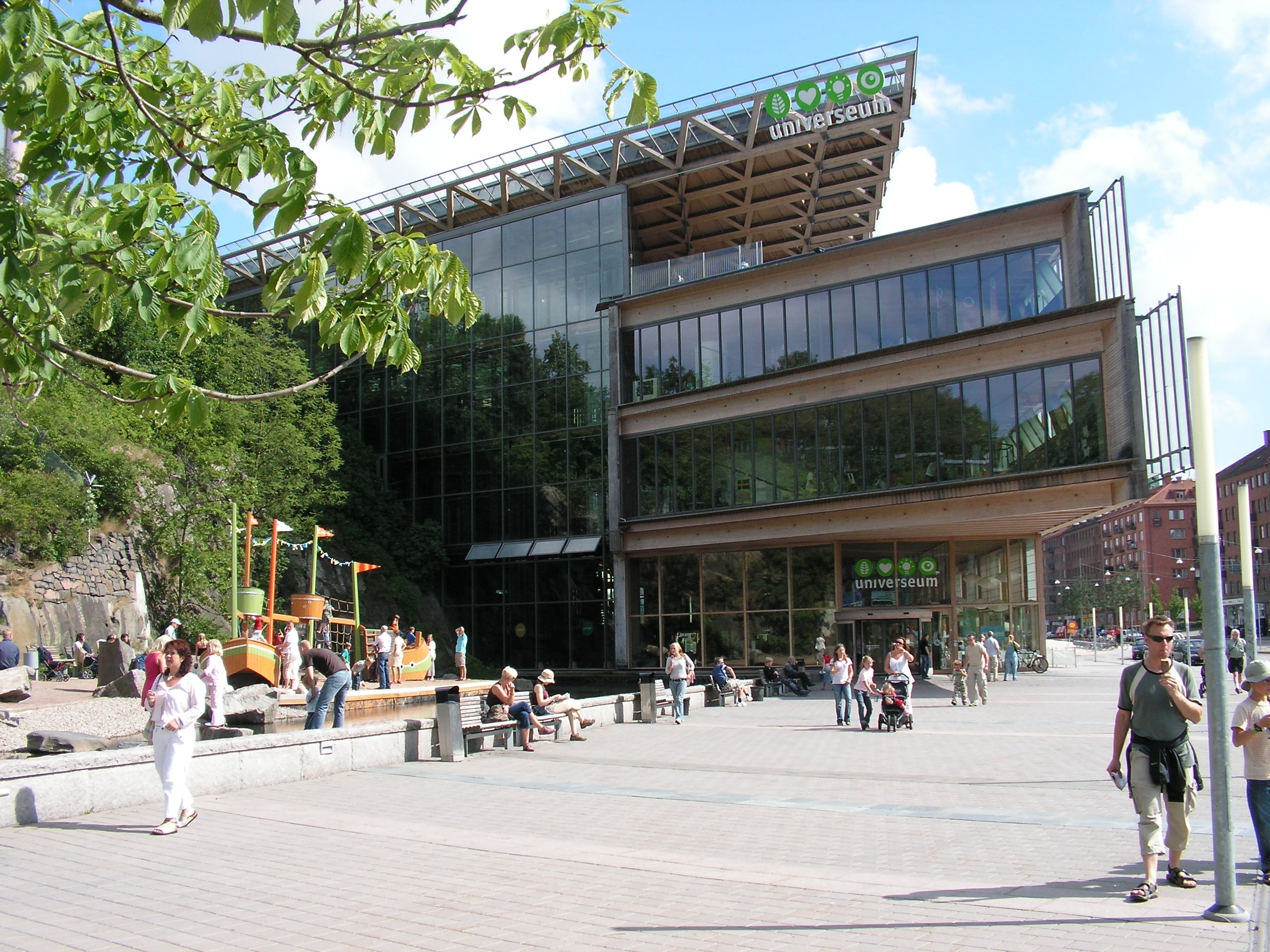
Universeum i Göteborg, träpriset 2004.

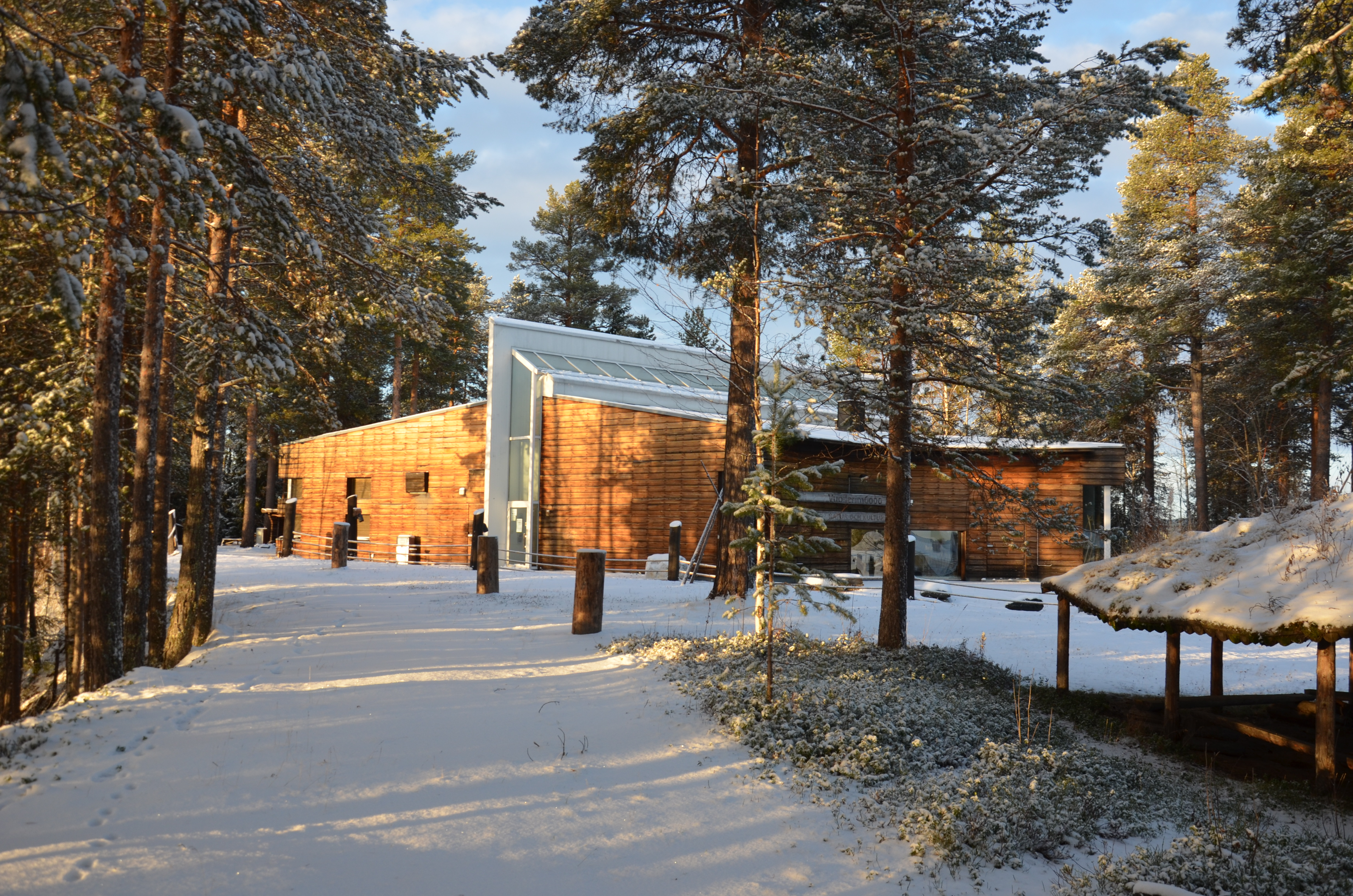
Vuollerim 6000 Natur och Kultur i Vuollerim, träpriset 1992.

Träpriset är ett svenskt arkitekturpris. Priset instiftades av Svenskt Trä (dåvarande Träinformation AB, den svenska sågverksindustrins informationsföretag), och delades ut första gången 1967. Numera delas det ut av branschorganisationen Svenskt Trä, som är en del av Skogsindustrierna, vart fjärde år.

## Historik
När Träpriset instiftades, delades det ut till upphovsmannen till en byggnad eller en konstruktion. År 1988 ändrades stadgarna som säger bland annat: ”… pris för god svensk arkitektur i trä och som speglar vår tid. Det tilldelas ett färdigställt nytt byggnadsverk, ett hus, en bro eller en anläggning, där trä använts med särskilda arkitektoniska kvalitéer i kombination med andra material…”.

## Pristagare
Priset har sedan 1967 utdelats till nedanstående upphovsmän, respektive till nedanstående byggnadsverk:
- 1967 Carl Nyrén, arkitekt, för kapellet till Lidingö folkhögskola/Teologiska Seminariet
- 1970 Carl-Ivar Ringmar, arkitekt
- 1972 Jan Gezelius, arkitekt, för villa i Borlänge
- 1976 Kurt Tenning, civilingenjör
- 1988 Villa Olby genom arkitekt Torsten Askergren
- 1992 Vuollerim 6000 genom arkitekterna Per Persson och Mats Winsa på MAF Arkitektkontor
- 1996 Zorns Textilkammare genom Anders Landström
- 2000 Ett fritidshus i Trosa skärgård genom arkitekterna Natasha Racki och Håkan Widjedal
- 2004 Universeum i Göteborg genom Wingårdh Arkitektkontor
- 2008 Östra Kvarnskogen i Sollentuna genom Brunnberg & Forshed Arkitektkontor
- 2012 Skogssaunan Tomtebo på halvön Norrlandet utanför Gävle genom Meter Arkitektur AB
- 2016 Råå förskola i Helsingborg genom Dorte Mandrup arkitekter
- 2020 Ateljé i Södersvik på Rådmansö i Norrtälje kommun genom arkitekterna Anders Johansson, Anna Johansson Thedenius och Ruben Albertsson.
- 2024 Sara kulturhus i Skellefteå  genom arkitekterna Robert Schmitz och Oskar Norelius vid White Arkitekter

## Nominerade till Träpriset 2020
- Villa Idun-Lee, Saltsjö-Boo, 2016, av Nadén Arkitektur,
- Nya Nibble Gård, Ytterjärna, 2017, av Pietsch Arkitektur och Asante Arkitektur & Design
- Ateljé i Södersvik, 2018, Södersvik Arkitekturproduktion
- Vasaplan, Umeå av Wingårdh Arkitektkontor
- Tehuset, 2018, av Jarand Nå
- Späckhuggaren, 2018, av Bornstein Lyckfors
- Radhus Modet, Bagarmossen, Stockholm, 2016, av Arklab
- Lofthuset i Orbaden, 2017, av Hanna Michelson
- Kyrkogårdspaviljongen i Sundbyberg, 2017, av Wingårdh Arkitektkontor
- Bostadsrättsföreningen Qvillestaden, Kvillestaden, Hisingen, Göteborg, 2018, av Bornstein Lyckfors
- Kajakhuset, Lisö, 2017, av Praise of Shadows
- House for Mother, Linköping, 2016, av Förstberg Ling